# Колбас
За производството на колбаси се използва месо от едър рогат добитък, свинско месо, сланина, месо от глави на едър рогат добитък и свине, субпродукти, кръв и добавъчни продукти – брашно, нишесте, млечни произведения, яйца, подправки, готварска сол, захар и др. Месото от дребния рогат добитък и птици се употребява за ограничен брой колбасни изделия. Предназначеното за колбаси месо може да бъде в неохладено, охладено и замразено състояние. Прибавената сланина повишава пластичността и хранителната стойност на пълнежната маса.
Колбасите се пълнят в: естествени обвивки (говежди, свински и овчи черва, в хранопроводи, пикочни мехури и др.), или в изкуствени (полиетиленови, целулозни и белтъчни).
В зависимост от употребените суровини за производство колбасните изделия се делят на екстра, I, II и III качество. Качеството се определя от съотношението на говеждото и свинското месо, вида на сланината, съдържанието на субпродукти и количеството на отпадъчни меса, богати на съединителна тъкан.